# Merian C. Cooper
Merian Caldwell Cooper, född 24 oktober 1893 i Jacksonville, Florida, död 21 april 1973 i Los Angeles i Kalifornien, var en amerikansk pilot, officer, äventyrare, manusförfattare, filmregissör och filmproducent. Coopers mest berömda film är monster-äventyrsfilmen King Kong från 1933. Han tilldelades en Heders-Oscar "för hans många innovationer och bidrag till filmkonsten” 1952 och en stjärna på Hollywood Walk of Fame 1960.

## Filmografi i urval
- 1925 – Grass: A Nation's Battle for Life  (dokumentär, regi, foto och producent)
- 1927 – Chang (dokumentär, regi, manus och producent)
- 1929 – De fyra fjädrarna (regi, foto och producent)
- 1932 – Mänskligt villebråd (producent)
- 1933 – King Kong (regi och producent)
- 1933 – Unga kvinnor (exekutiv producent)
- 1933 – Flyg med till Rio! (producent)
- 1934 – Hipp hipp hurra! (exekutiv producent)
- 1935 – Pompejis sista dagar (regi och producent)
- 1935 – Hon den odödliga (producent)
- 1947 – Rätten att leva (producent)
- 1948 – Flykt genom öknen (producent)
- 1949 – Larm över prärien (exekutiv producent)
- 1949 – Fantomen från Afrika (regi och producent)
- 1950 – Landet bortom prärien (exekutiv producent)
- 1950 – Rio Grande (producent)
- 1952 – Hans vilda fru (producent)
- 1952 – På vift med cinerama (regi och producent)
- 1953 – Sol över Södern (producent)
- 1956 – Förföljaren (exekutiv producent)